# Несобственно-прямая речь
Несо́бственно-пряма́я речь — это «отрывок повествовательного текста, передающий слова, мысли, чувства, восприятия или только смысловую позицию одного из изображаемых персонажей, причём передача текста повествователя не маркируется ни графическими знаками (или их эквивалентами), ни вводящими словами (или их эквивалентами)». Несобственно-прямая речь на синтаксическом (и пунктуационном) уровне не выделяется из авторской, но сохраняет лексические, стилистические и грамматические элементы, присущие речи говорящего, таким образом, располагаясь в промежуточном пространстве между полюсами прямой и косвенной речи.

## Формальные признаки несобственно-прямой речи
Структура сложноподчинённого предложения в косвенной речи, наличие в главном предложении глаголов речи или мысли указываются на то, что автор  транслирует читателю чужую речь, мысль. В несобственно-прямой речи автор словно говорит или думает за персонажа.
Пример:
Но вот его комната. Ничего и никого, никто не заглядывал. Даже Настасья не притрагивалась. Но, Господи! Как мог он оставить давеча все эти вещи в этой дыре? Он бросился в угол, запустил руку под обои и стал вытаскивать вещи и нагружать ими карманы.Ф. Достоевский
Несобственно-прямая речь относится к автору, все местоимения и формы лица глагола представлены с позиции автора (как и в косвенной речи), но, с другой стороны, имеется существенная лексическая, синтаксическая и стилистическая специфика, присущая прямой речи:
В негодовании ревнивом
Поэт конца мазурки ждёт
И в котильон её зовёт.
Но ей нельзя. Нельзя? Но что же?
Да Ольга слово уж дала
Онегину. О боже, боже!А. Пушкин
Для обнаружения несобственно-прямой речи в произведении необходимо выделить ту часть, которая может быть представлена в виде прямой речи. Например:
Когда Вильгельм вернулся к себе, решимость его поколебалась… Он выглянул в окно. Весенний Париж был сер и весел. Толпы гуляли по улицам… Где теперь Пушкин? Каково Александру в грязных южных городишках? Что Дельвиг поделывает? Вильгельм сел писать ему письмо.Ю. Тынянов

## Несобственно-прямая речь в русской литературе
Приём несобственно-прямой речи впервые использовал в русской литературе А. С. Пушкин.

## Несобственно-прямая речь как предмет научного изучения
М. М. Бахтин первым представил проблему несобственно-прямой речи. В. Н. Волошинов выделил связь автора и первоисточника прямой речи, говоря о «многоголосости несобственно-прямой речи» и её «двуакцентности». Б. А. Успенский предлагает употреблять термин «несобственно-прямая речь» для обозначения явления перехода прямой речи в косвенную. Апеллируя к работам Волошинова, Успенский оппонирует исследователям, которые полагают вероятным соединять «несобственно-прямую речь» с внутренним монологом и другими вариантами использования «чужого» слова.